# Гайленд (округ Айова, Вісконсин)
Гайленд (англ. Highland) — місто (англ. town) в США, в окрузі Айова штату Вісконсин. Населення — 724 особи (2020).

## Демографія
Згідно з переписом 2010 року, у місті мешкало 750 осіб у 287 домогосподарствах у складі 219 родин. Було 342 помешкання
Расовий склад населення:
| - 98,0 % — білих - 0,5 % — азіатів - 0,3 % — чорних або афроамериканців |

До двох чи більше рас належало 0,5 %. Частка іспаномовних становила 1,7 % від усіх жителів.
За віковим діапазоном населення розподілялося таким чином: 23,6 % — особи молодші 18 років, 61,9 % — особи у віці 18—64 років, 14,5 % — особи у віці 65 років та старші. Медіана віку мешканця становила 46,1 року. На 100 осіб жіночої статі у місті припадало 111,9 чоловіків;  на 100 жінок у віці від 18 років та старших — 120,4 чоловіків також старших 18 років.
Середній дохід на одне домашнє господарство  становив 78 994 долари США (медіана — 63 750), а середній дохід на одну сім'ю — 96 674 долари (медіана — 79 375). Медіана доходів становила 44 844 долари для чоловіків та 38 750 доларів для жінок. За межею бідності перебувало 5,3 % осіб, у тому числі 3,6 % дітей у віці до 18 років та 7,9 % осіб у віці 65 років та старших.
Цивільне працевлаштоване населення становило 402 особи. Основні галузі зайнятості: освіта, охорона здоров'я та соціальна допомога — 19,7 %, сільське господарство, лісництво, риболовля — 18,9 %, роздрібна торгівля — 17,4 %.